# Demjén Ágoston

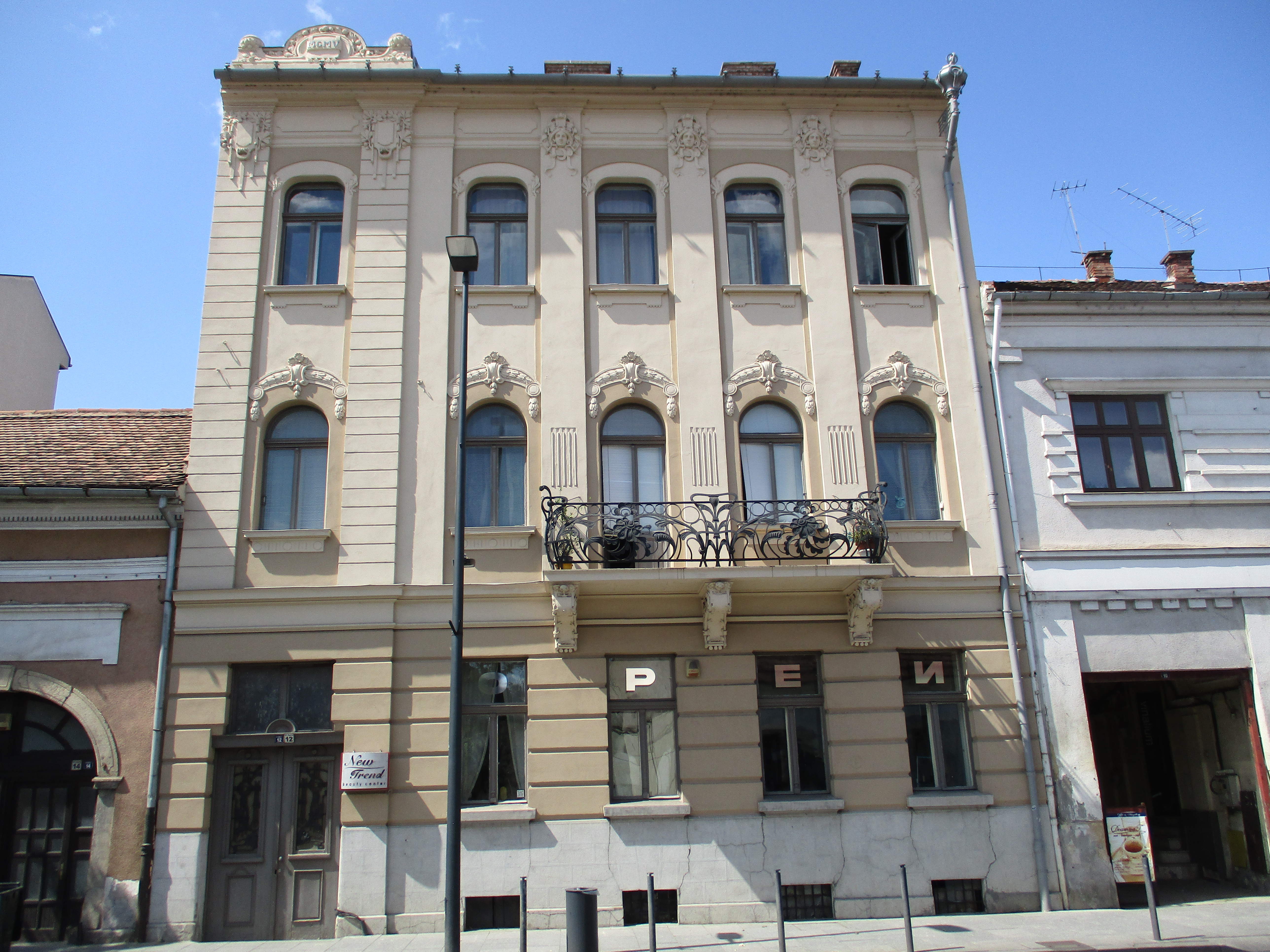
Törs és Ormai bérház a Jókai utca 12. szám alatt az egykori Demjén-féle lakatosműhely helyén (díszes erkéllyel Demjén emlékére)

Demjén Ágoston (Felsőbánya, 1841– Kolozsvár, 1904. október 10.)  kolozsvári (dísz)műlakatos, közéleti polgár.

## Életpályája
Nagybányán tanulta ki a lakatos mesterséget, majd Kolozsvárra került, ahol első segédje, később munkavezetője lett Veress Dánielnek, a Belső-Szén utcai híres műlakatosnak. Később Budapesten és Bécsben volt éveken át üzletvezető különböző műhelyekben. Veress Dániel tragikus halála után, annak özvegye felkérésére 1881-ben Budapestről hazaköltözött és átvette a lakatosműhelyt. Nem sokkal később megvásárolta azt a telken lévő lakóházzal együtt. Ezután saját nevén új céget alapított 1885-ben. A  telken lévő lakóházat is felújította, annak a Jókai utcára néző frontját pedig 1892-ben teljesen újjáépítette. Kitűnő mesterember volt, nagyon sok, ma is látható műve található Kolozsváron. Sikeresen szerepelt helyi és országos kiállításokon. Még budapesti tartózkodása idejében a székesfehérvári országos kiállításon feltűnést keltett kovácsoltvas virágállványával, amelyet később Kolozsváron értékesített. 50 forint jutalmot kapott azért a kovácsoltvas babérkoszorúért, amelyet 1880 augusztusában küldött Ferenc József császárnak az 50 éves jubileuma alkalmából.
Demjén Ágoston Jókai utcai műhelyéből kikerülő termékek igen széles skálán mozogtak: egyszerűbb reteszek, zárak és virágtartók mellett a „cifrázott pántok”, „vert vagy kovácsolt vasból” sír- és lépcsőrácsozatok, kerítések, ajtók és ablakok vasalata. Ezek mellett épületlakatosi munkákat is vállalt. Számos elmés újítása, találmánya, szabadalma van. Egy ilyen szabadalma „egy olyan, kulcsos zárral működtető ablak-szellőztetőre vonatkozott, amelynek nagy előnye az volt, hogy ártalmas léghuzatot nem okozott és éjjelre is nyitva lehetett hagyni anélkül, hogy illetéktelenek behatolását lehetővé tette volna”. Ilyen szerkezetekkel látták el az akkor épülő Országos Karolina Kórház épületeinek ablakait is. Templomok és középületek számára is vállalt művészi lakatos munkát (ilyenek például a Szent Mihály plébániatemplom tornyának ablakai, vagy a Kolozsvári Iparos Egylet Főtér 24. szám alatti székházának épületlakatosi munkái). Ezen kívül sírok, emlékhelyek kovácsoltvas kerítései elkészítését is vállalta. Ilyen például az 1902-ben a Házsongárdi temetőben felavatott Misztótfalusi Kis Miklós síremlékét körülvevő vasrácskerítés. Szintén az ő műhelye készítette a szamosfalvi honvédemlékmű és a Szent György-szobor egykori díszkerítését is.
Élete végén sok tragédia érte, amelyek aláásták egészségét, elvették életkedvét. 1897-ben elveszítette egyetlen fiát, akit utódjának szánt. 1902-ben elhunyt üzlettársa, az építész Hirschfeld Lajos, és Demjénre hárult a vállalt fizetési kötelezettség, amely nagy teherrel járt. Ebben a szorongatott helyzetben, a szívproblémákkal küzdő Demjén Ágoston 1904. október 10-én rövid szenvedés után váratlanul  elhunyt.

### Közéleti tevékenysége
A kolozsvári római katolikus egyházkerület képviselőtestületi választmányának tagja volt. Ugyanakkor városi képviselőként is tevékenykedett. Az Iparos Egyletnek is választmányi tagja volt. Sok más egyesület tagja és bőkezű támogatója volt.

### Családja
Felesége Veis Anna. Gyermekei: fia, a korán elhunyt Gusztáv, lányai: Lujza (Walton Róbertné) és Anna (Biró Lajosné). Testvérei: Demjén Sándor és Demjén Gyula.

## Munkái Kolozsváron
Munkái közül a legismertebbek, amelyek a Szent György-szobor kerítésén kívül, ma is láthatók Kolozsváron:

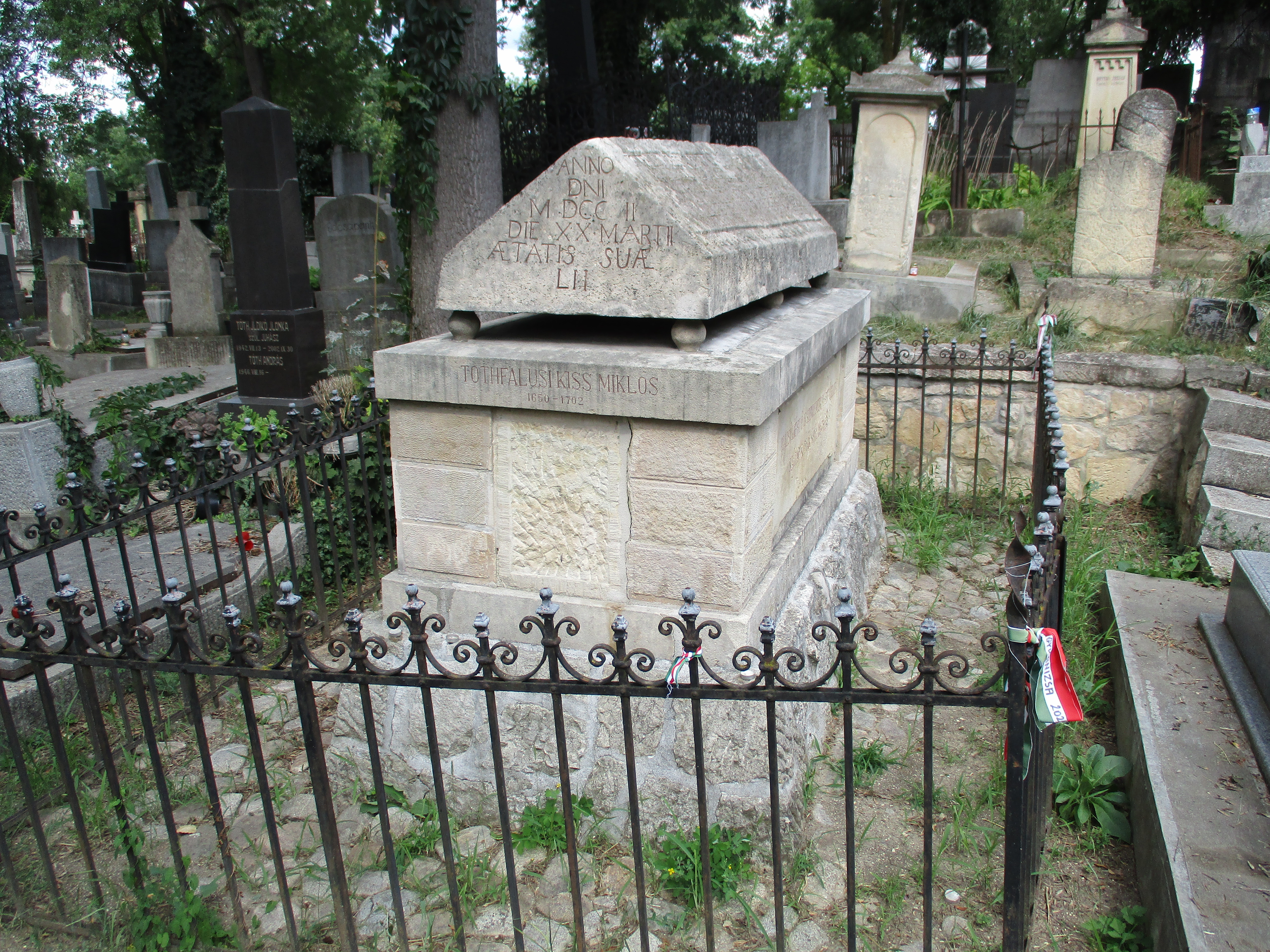
Misztótfalusi Kis Miklós síremlékének díszes kerítése
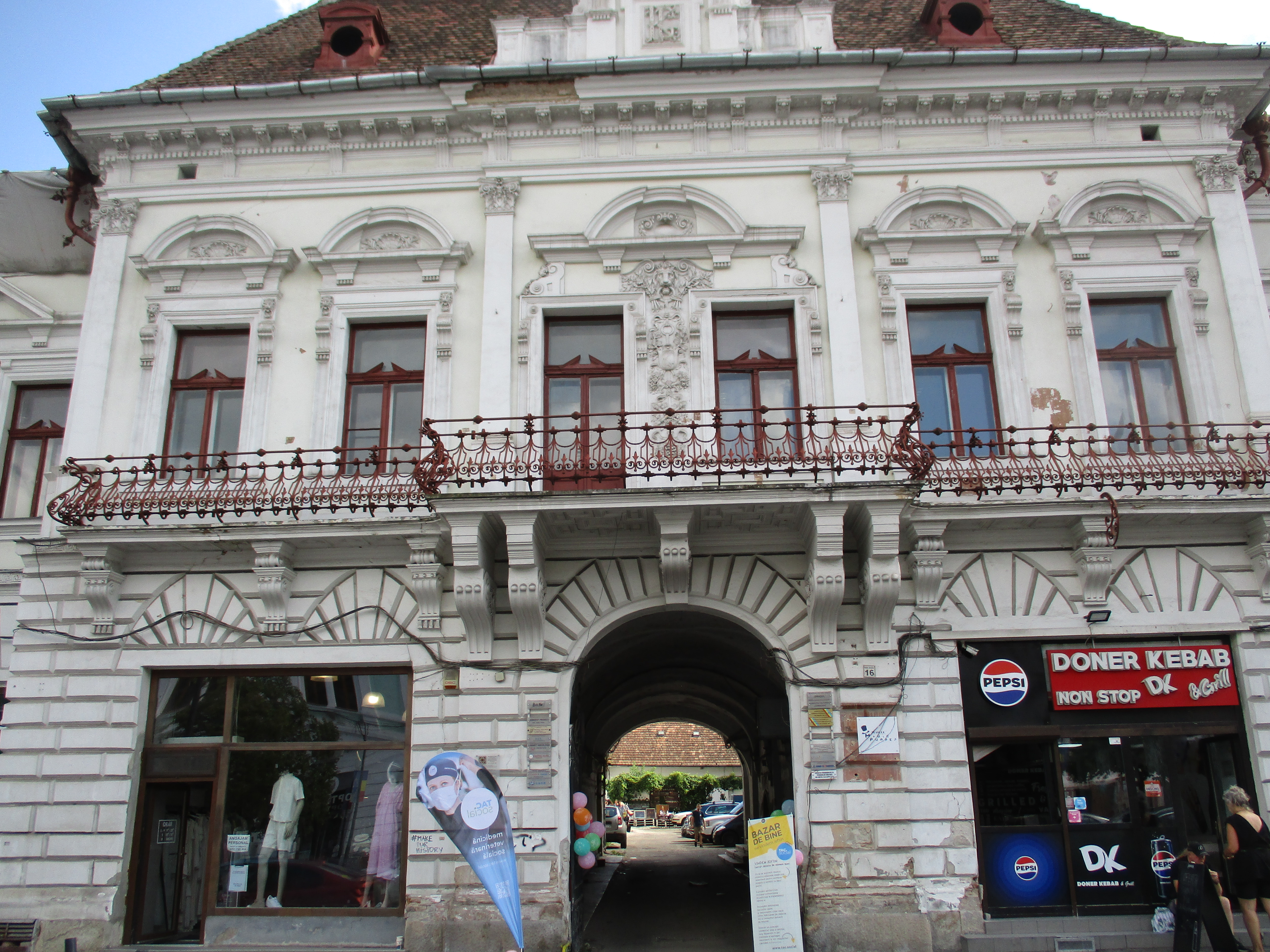
A Kolozsvári Casino erkélye
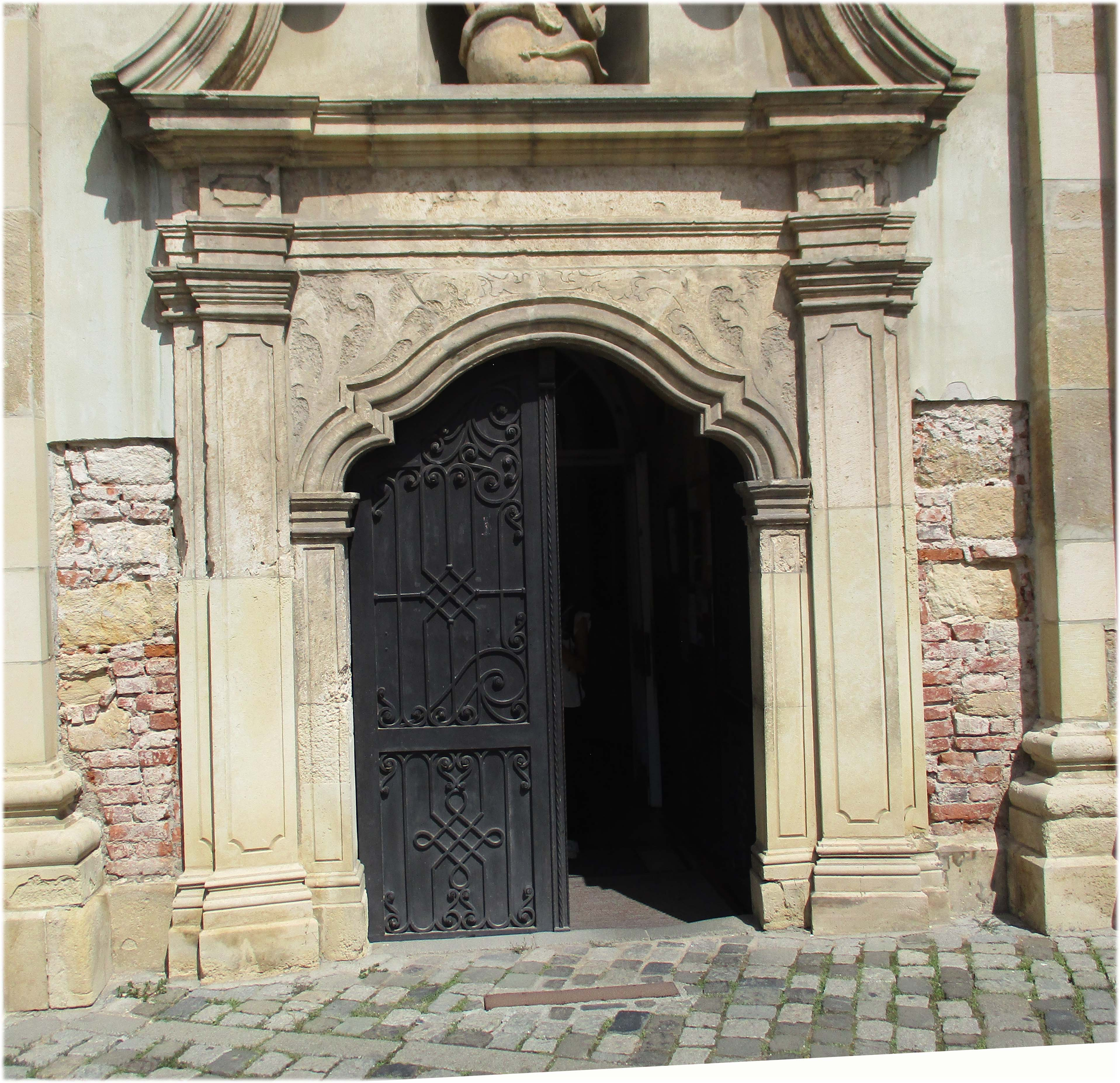
Ferences templom díszes vaskapuja az Óvárban
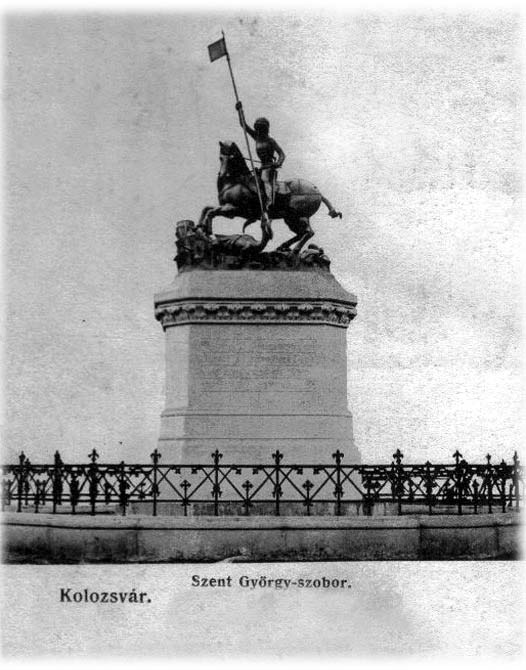
Szent György-szobor kerítéssel az egykori Szent György téren
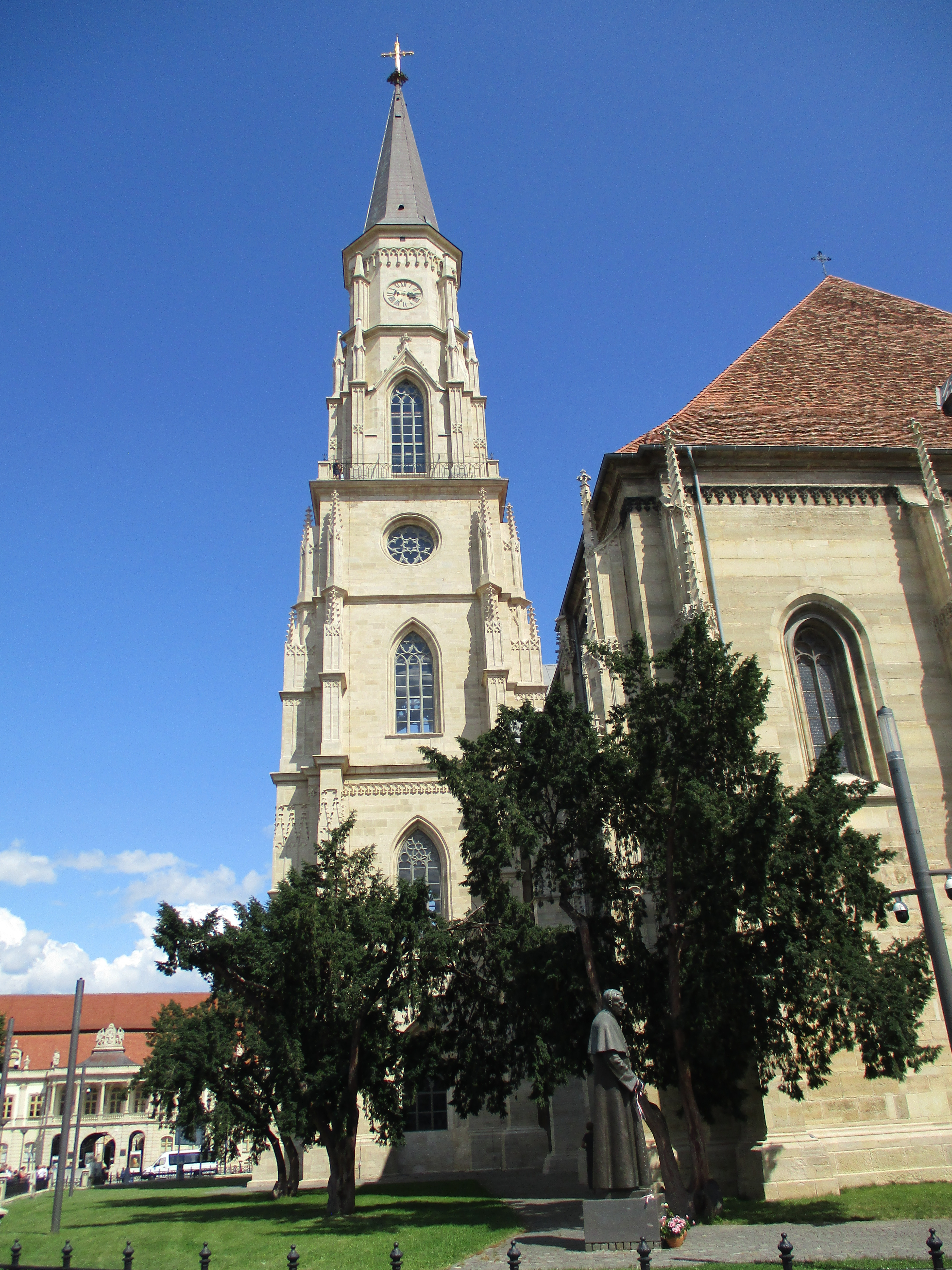
Szent Mihály-templom tornya díszes ablakai
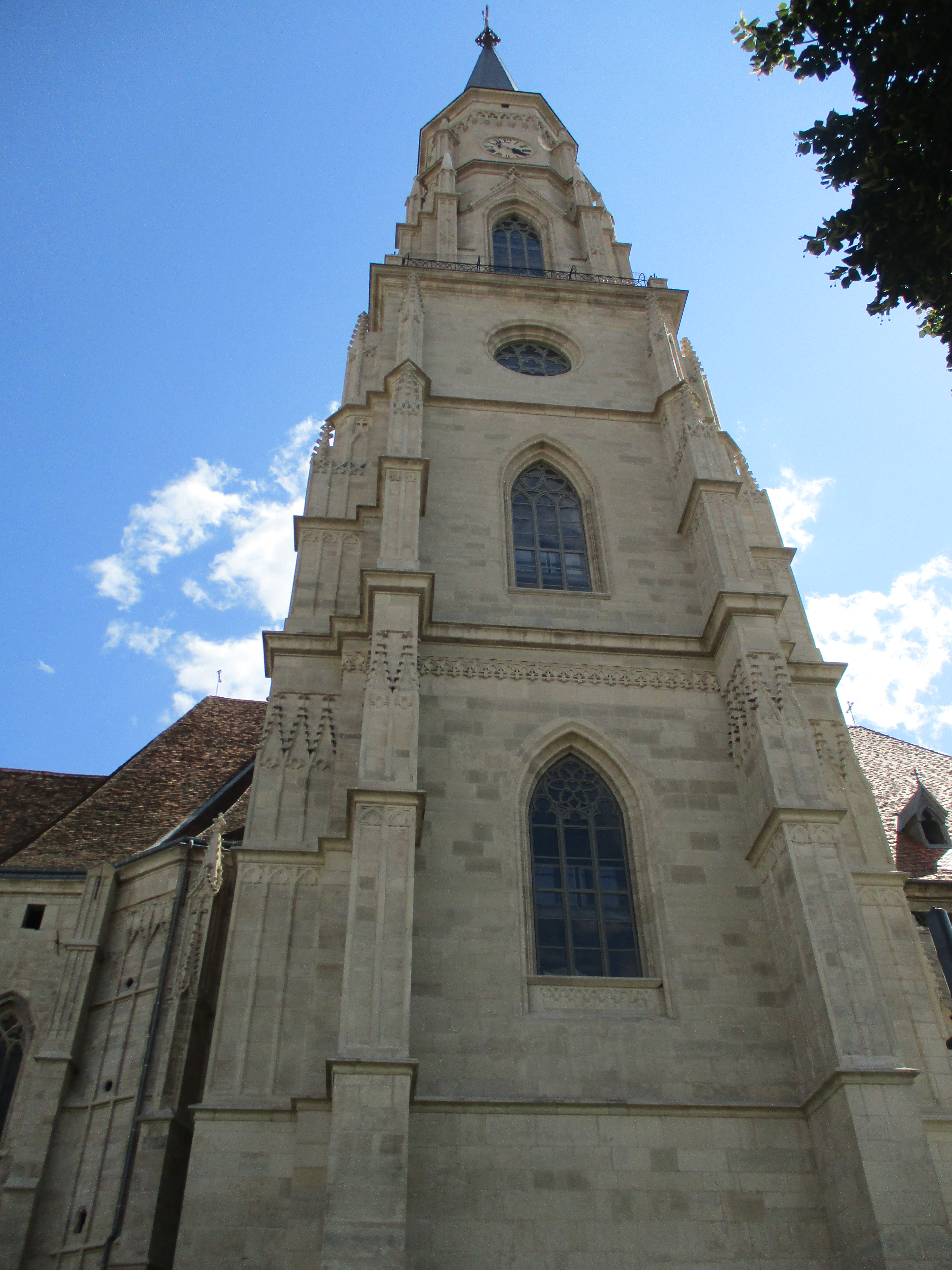
Szent Mihály-templom tornya művészi ablakokkal
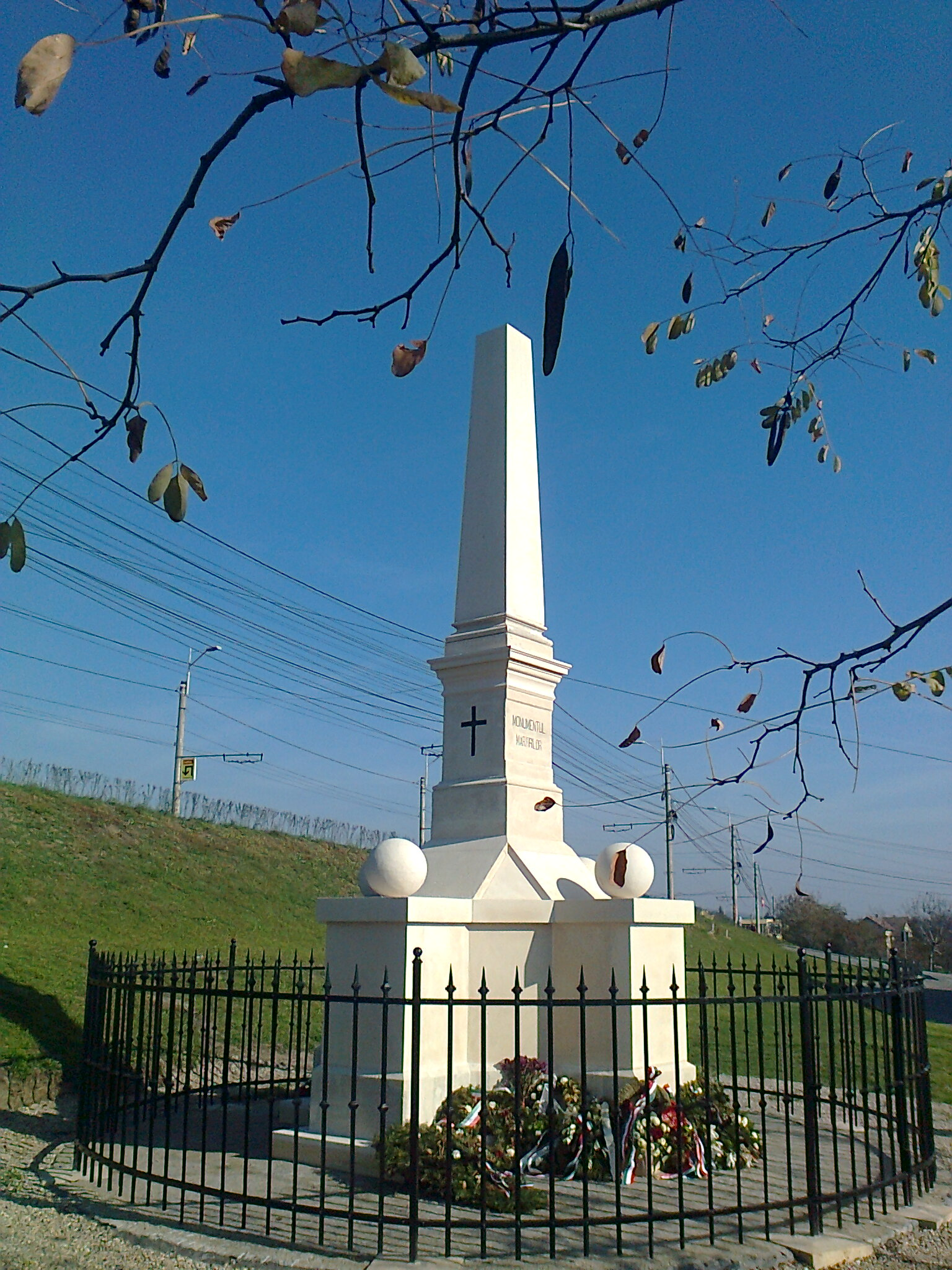
A szamosfalvi honvédemlékmű díszes kerítése